# Station Lannion
Station Lannion is het spoorwegstation van de Franse gemeente Lannion. Het is een kopstation van waar er treinen naar Plouaret en verder naar Rennes en Parijs gaan. Lannion ligt in het noorden van Bretange aan zee. De spoorlijn tot Plouaret heeft met de eeuwwisseling bovenleiding gekregen en is voor de TGV geschikt gemaakt. Het stationsgebouw is toen ook vervangen, het nieuwe staat er vanaf 2000.